# Хелен Кејн
Хелен Кејн (енгл. Helen Kane; 4. август 1904 — Њујорк, 26. септембар 1966) била је америчка певачица, чији је заштитни знак био „буп-буп-а-дуп“ и песма „I Wanna Be Loved By You“. Аниматор Флејшер студија узео је Кејн (заједно са Кларом Боу) за модел најпознатије креације његовог студија, Бети Буп.
Њену песму „He's So Unusual“ је касније, на свом албуму првенцу, обрадила поп икона Синди Лопер, 1983. године.